# Liste des évêques de Pouzzoles
Cette liste recense les évêques qui se sont succédé sur le siège du diocèse de Pouzzoles. 

## Évêques de Pouzzoles
- Saint Patrobe (?)
- Saint Celse (?)
- Saint Jean (?)
- Massimo (?)
  - Fiorenzo (363-378), évêque arien
- Teodoro (? -435)
- Giulio (448-449)
- Claudio (mentionné en 465)
- Aucupio (495-499)
- Gemino (documenté en 558 et 559)
- Anonyme (mentionné en 600)
- Zosimo (?)
- Gaudioso (mentionné en 680)
- Stefano (928-936)
- Leone (? -1059)
- Donato (1119-1121)
- Mauro (mentionné en 1135)
- Giovanni II (mentionné en 1153)
- Anonyme (mentionné en 1187 et 1188)
- Anonyme (mentionné en 1193)
- Giovanni III (1197-1209)
- Anonyme (mentionné en 1215)
- Riccardo (mentionné en 1237)
- Matteo (1265-1273)
- Angelo Ier (documenté en 1275 et 1279)
- Francesco Ier (mentionné en 1282)
- Angelo II (1284-1295)
- Giovanni Brito (1298-1304)
- Francesco II (mentionné en 1304)
- Niccolò Scondito (? -1308)
- Giovanni IV (mentionné en 1309)
- Guglielmo da Sallone, O.F.M (1317-1324), nommé évêque d'Aversa
- Paolino, O.F.M (1324-1344)
- Landolfo Capece-Latro (1344- ?)
- Ludovico di Casale (1373-1380), nommé antiévêque de Ravenne
- Francesco III (mentionné en 1380)
  - Pietro Albertini (1380-1385), antiévêque nommé évêque de Penne
  - Pietro (1385-?), antiévêque
- Niccolò II (? -1390)
- Francesco IV (1391- ?)
- Filippo (1395-1398), nommé évêque de Marsi
- Ludovico II (1399-1401)
- Simone Lopa (1401-1401)
- Tommaso Torelli (1401-1405)
- Tommaso Brancaccio (1405-1405), évêque élu nommé évêque de Tricarico
- Lorenzo de Gilotto (1405-1434)
- Matteo Custia (1434-1434)
- Lorenzo da Napoli, O.F.M (1435-1447), nommé évêque de Tricarico
  - Ludovico de Costanzo (1447-1447), administrateur apostolique
- Angelo de Costanzo (mentionné en 1447)
- Lorenzo III (mentionné en 1465)
- Tommaso Carafa (1470-1473), nommé évêque de Trivento
- Pirro de Azzia (1473-1493)
  - Giacomo Orsini (1493- ?), évêque élu
- Antonio Giaconi (1494 -1514)
  - Bernardo Dovizi da Bibbiena (1514-1514), administrateur apostolique
- Simeone de' Vernacoli (1515-1537)
- Carlo Borromeo (1537-1540)
- Bernardino Castellari (1540-1542)
- Gian Matteo Castaldo, O.S.B.Oliv (1542-1586)
- Leonardo Vairo, O.S.B (1587-1603)
- Jerónimo Bernardo de Quirós, O. Praem (1604-1615)
- Lorenzo Monzonís Galatina, O.F.M (1617-1630)
- Martín de León Cárdenas, O.E.S.A (1631-1650), nommé archevêque de Palerme
  - Siège vacant (1650-1653)
- Giovanni Battista Visco, O.F.M (1653-1663)
- Benito Sánchez de Herrera (1664-1674)
- Carlo della Palma, C.R (1675-1682)
- Diego Ibáñez de la Madrid y Bustamante (1684-1687), nommé évêque de Ceuta
- Domenico Maria Marchesi, O.P (1688-1692)
- José Sanz de Villaragut, O.F.M (1693-1696), nommé évêque de Cefalù
- Carlo Cuzzolini (1697-1698)
- Giuseppe Falces, O.F.M (1699-1703)
- Michele Petirro (1705-1709)
  - Siège vacant (1709-1713)
- Pietro Cavalcante, C.R (1713-1723)
- Tommaso Angelo Passante, Sch.P (1725-1732)
- Niccolò de Rosa (1733-1774)
- Gerolamo Landolfi (1775-1789)
  - Siège vacant (1789-1792)
- Gaetano Maria Capece, C.R (1792-1794)
  - Siège vacant (1794-1797)
- Carlo Maria Rosini (1797-1836)
- Pietro Ignazio Marolda, C.Ss.R (1837-1842)
- Raffaele Purpo (1843-1876)
- Gennaro De Vivo (1876-1893)
- Michele Zezza (1893-1919), nommé archevêque coadjuteur de Naples
- Giuseppe Petrone (it) (1921-1933)
- Alfonso Castaldo (1934-1950), nommé archevêque coadjuteur de Naples
  - Siège vacant (1950-1958)
  - Alfonso Castaldo, devenu archevêque coadjuteur de Naples, est nommé administrateur apostolique
  - Alfonso Castaldo (1958-1966), administrateur apostolique tout en étant archevêque de Naples
  - Siège vacant (1966-1974)
  - Salvatore Sorrentino, évêque auxiliaire de Naples est administrateur apostolique
- Salvatore Sorrentino (it) (1974-1993)
- Silvio Padoin (1993-2005)
- Gennaro Pascarella (2005-2023)
- Carlo Villano (2023-  )

## Sources
- « Diocese of Pozzuoli »